# Schottea taupoensis
Schottea taupoensis is een pissebed uit de familie Pseudojaniridae. De wetenschappelijke naam van de soort is voor het eerst geldig gepubliceerd in 1999 door Peter A. Serov & George D.F. Wilson.